# Sis dies de Launceston
Els Sis dies de Launceston era una cursa de ciclisme en pista, de la modalitat de sis dies, que es corria a Launceston (Austràlia). La seva primera edició data del 1961 i es va disputar fins al 1987. Keith Oliver, amb sis victòries, és el ciclista que més vegades l'ha guanyat.

## Palmarès
| Any     | Primers                           | Segons                              | Tercers                           |
| ------- | --------------------------------- | ----------------------------------- | --------------------------------- |
| 1961    | Ron Grenda · Fred Roche           | Peter Panton · Claus Stiefler       | Keith Reynolds · John Young       |
| 1962    | John Green · John Young           | Sidney Patterson · Barry Waddell    | Ron Grenda · Ronald Murray        |
| 1963    | Warwick Dalton · Giuseppe Ogna    | Alan McLennan · Robert Ryan         | Ronald Murray · Keith Reynolds    |
| 1964    | William Lawrie · Peter Panton     | Ron Grenda · John Young             | Sidney Patterson · Ronald Murray  |
| 1965    | Ian Chapman · Barry Waddell       | Graeme Gilmore · John Young         | Ron Grenda · Oskar Plattner       |
| 1966    | John Perry · Ian Stringer         | Ron Grenda · Sidney Patterson       | Ian Campbell · Barry Waddell      |
| 1967    | Graeme Gilmore · Sidney Patterson | Vic Browne · Barry Waddell          | Ian Campbell · Ian Stringer       |
| 1968    | John Oliver · Robert Ryan         | Ian Stringer · Barry Waddell        | Graeme Gilmore · Sidney Patterson |
| 1969    | Keith Oliver · Robert Whetters    | Ian Stringer · Kevin Morgan         | Barry Waddell · Robert Ryan       |
| 1970    | Tony Kelliher · Don Richards      | Bill Brooks · Hilton Clarke         | Giordano Turrini · Charly Walsh   |
| 1971    | Keith Oliver · Ian Stringer       | Hilton Clarke · Barry Waddell       | Robert Whetters · Robert Ryan     |
| 1972    | Keith Oliver · Robert Whetters    | Geoff Edmonds · Geoff Forbes        | Don Campbell · Robert Ryan        |
| 1973-77 | No disputats                      |                                     |                                   |
| 1978    | Frank Atkins · Laurie Venn        | Neville Allison · Graeme Hodgkiss   | Craig Price · Charly Walsh        |
| 1979    | Murray Hall · David Sanders       | Len Hammond · Terry Hammond         | Malcolm Hill · Keith Oliver       |
| 1980    | Murray Hall · David Sanders       | David Allan · Philip Sawyer         | Graeme Hodgkiss · Marc Osborne    |
| 1981    | Wayne Hildred · Paul Medhurst     | David Allan · Peter Delongville     | Urs Freuler · Craig Price         |
| 1982    | Philip Sawyer · Shane Sutton      | Hans Känel · Gary Sutton            | Terry Hammond · Paul Pearson      |
| 1983    | Hans Känel · Urs Freuler          | Shane Sutton · Gary Sutton          | Terry Hammond · Philip Sawyer     |
| 1984    | Geoff Skaines · Shane Sutton      | Glenn Clarke · Phil Thomas          | Shane Bannon · Götz Heine         |
| 1985    | No disputats                      |                                     |                                   |
| 1986    | Danny Clark · Anthony Doyle       | Donald Allan · Gary Wiggins         | Tom Sawyer · Stan Tourné          |
| 1987    | Michael Grenda · Tom Sawyer       | Dieter Giebken · Joachim Schlaphoff | Craig Price · Rick Sloane         |